# 安妮女王大道北大橋
安妮女王大道北大橋（英語：North Queen Anne Drive Bridge）是一座跨越西雅图狼溪的拱桥，橋長73米（238英尺），连接安妮女王區與承載99号华盛顿州州道的喬治·華盛頓紀念大橋。大橋的前身是一座木頭橋。大橋橋拱异常地高，但只使用了少量的支撐物；基於大橋独特的建築风格，大橋在1981年12月28日被指定為西雅圖地標。
在2001年尼斯阔利地震，大橋的伸縮縫遭受破裂和剥落。大桥已经被改装以使其更能防震。